# Фаик Арслани
Фаик Арслани (на албански: Faik Arslani; на македонска литературна норма: Фаик Арслани) е съдия, политик, министър на местното самоуправление на Република Македония от 2001 до 2002 г.

## Биография
Роден е на 17 януари 1959 г. в гостиварското село Добри дол. От 1979 до 1983 г. учи в Правния факултет на Университета в Нови Сад. В периода 1 юни 1984 – 4 юли 1988 г. работи в общинската прокуратура в Гостивар. Между 5 юли 1988 и 30 юни 1996 г. е председател на Общинския съд за нарушения в Гостивар. След това до 12 май 2001 г. е съдия в съда в Гостивар. От 13 май 2001 до 1 ноември 2002 г. е министър на местното самоуправление на Република Македония. От 2003 до 2008 г. работи като адвокат в Гостивар. На 1 август 2008 г. става член на Съвета на обществените обвинители на Република Македония. През 2009 г. завършва Правния факултет в Прищина. От септември 2010 г. е съдия във Върховния съд на Република Македония. От 11 септември 2019 година е временно изпълняващ длъжността председател на Върховния съд на Северна Македония.